# رسالة يوحنا الثالثة
رسالة يوحنا الثالثة هي إحدى أحد أسفار العهد الجديد التي تصنف ضمن رسائل الكاثوليكون وهي بحسب التقليد المسيحي منسوبة إلى يوحنا أحد رسل المسيح الإثنا عشر على الرغم من اسمه لم يذكر فيها، يصف الكاتب نفسه بالشيخ وهو يبعث برسالته لـ «غايس الحبيب» وغايس هو اللفظ اليوناني للاسم اللاتيني غايوس ومعناه الفرحان.

## شخصية غايس
ورد اسم «غايس» كاسم لرجال مختلفين في مواقع عدة من العهد الجديد ولم يحدد شرَّاح الكتاب المقدس أيُّ واحد من هؤلاء هو غايس المذكور في الرسالة أو إذما كان ليس بأحدهم أيضا، ففي الرسالة إلى روما (16 : 23) يذكر اسم غايس الذي من كورنثوس ويوصف بمضيف الكنيسة كلها، وفي الرسالة الأولى للكورنثيين (1 : 14) يتحدث بولس عن أنه عمَّد في كورنثوس كريسبس وغايس، وفي سفر أعمال الرسل (19 : 23 – 29) نقرأ أنه عندما كان بولس يبشر في أفسس أغتاظ منه صاغة الأوثان فأثاروا شغب في المدينة خُطف فيه غايوس وأرسترخس المكدونيين، ومرة أخرى في سفر أعمال الرسل (20 : 4) نجد بأن مجموعة من الرجال رافقت بولس في رحلته إلى آسيا الصغرى وكان بينهم غايوس الدربي.

## مضمون الرسالة
- تحية غايس الحبيب بفرح (1 – 4)
- مديخ غايس العامل بالحق (5 – 8)
- توبيخ الخادم الخبيث ديوتريفس لأنه يطرد المؤمنين من الكنيسة (9 – 11)
- الشهادة بالخير لديمتريوس – أحد أبناء الكنيسة - (12 – 13)
- تحية ختامية (14 – 15)

## مواضيع ذات صلة
- يوحنا بن زبدي
- رسالة يوحنا الأولى
- رسالة يوحنا الثانية
- رسائل الكاثوليكون